# Neocyema erythrosoma
Neocyema erythrosoma ist eine wenig erforschte Fischart aus der Ordnung der Aalartigen (Anguilliformes). Sie ist bisher nur durch fünf, in der Tiefsee im südöstlichen und nördlichen Atlantik gefangene, ausgewachsene Exemplare und eine in der Sargassosee gefundene 22,5 mm lange Weidenblattlarve (Leptocephalus) bekannt.

## Merkmale
Neocyema erythrosoma hat einen pfeilförmigen, leuchtend rot-orangen Körper, der für Aalartige relativ kurz ist, und wird 16 cm lang. Der Kopf ist klein, die Kiefer sind zugespitzt. Der Leptocephalus hat noch große Augen, die bei den adulten Fischen stark reduziert und von Haut überwachsen sind. Die Augenreduzierung ist bei Neocyema erythrosoma stärker ausgeprägt als bei anderen Pelikanaalartigen. Die rot-orange Tönung der ausgewachsenen Tiere ist bei den Leptocephali auf die Kopf- und Darmregion beschränkt. Die Leptocephali von Neocyema erythrosoma zeigen auch keine schwarze Färbung wie die Larven anderer Pelikanaalartiger.

## Systematik
Art und Gattung wurden im Jahr 1978 beschrieben und der Familie der Stummelschwanzaale (Cyematidae) zugeordnet, die vorher monotypisch war und nur die Art Cyema atrum beinhaltete. Ein DNA-Vergleich eines südöstlich von Grönland gefangenen adulten Exemplars von Neocyema erythrosoma und eines in der Sargassosee gefundenen Leptocephalus mit Cyema atrum und weiteren Tiefseeaalen ergab jedoch keine nähere Verwandtschaft der beiden Arten. Neocyema erythrosoma ist die Schwestergruppe einer gemeinsamen Klade des Pelikanaals (Eurypharyngidae) mit den Sackmäulern (Saccopharyngidae), während Cyema atrum eine Klade mit den Einkieferaalen (Monognathidae) bildet.